# Changan Lingxuan

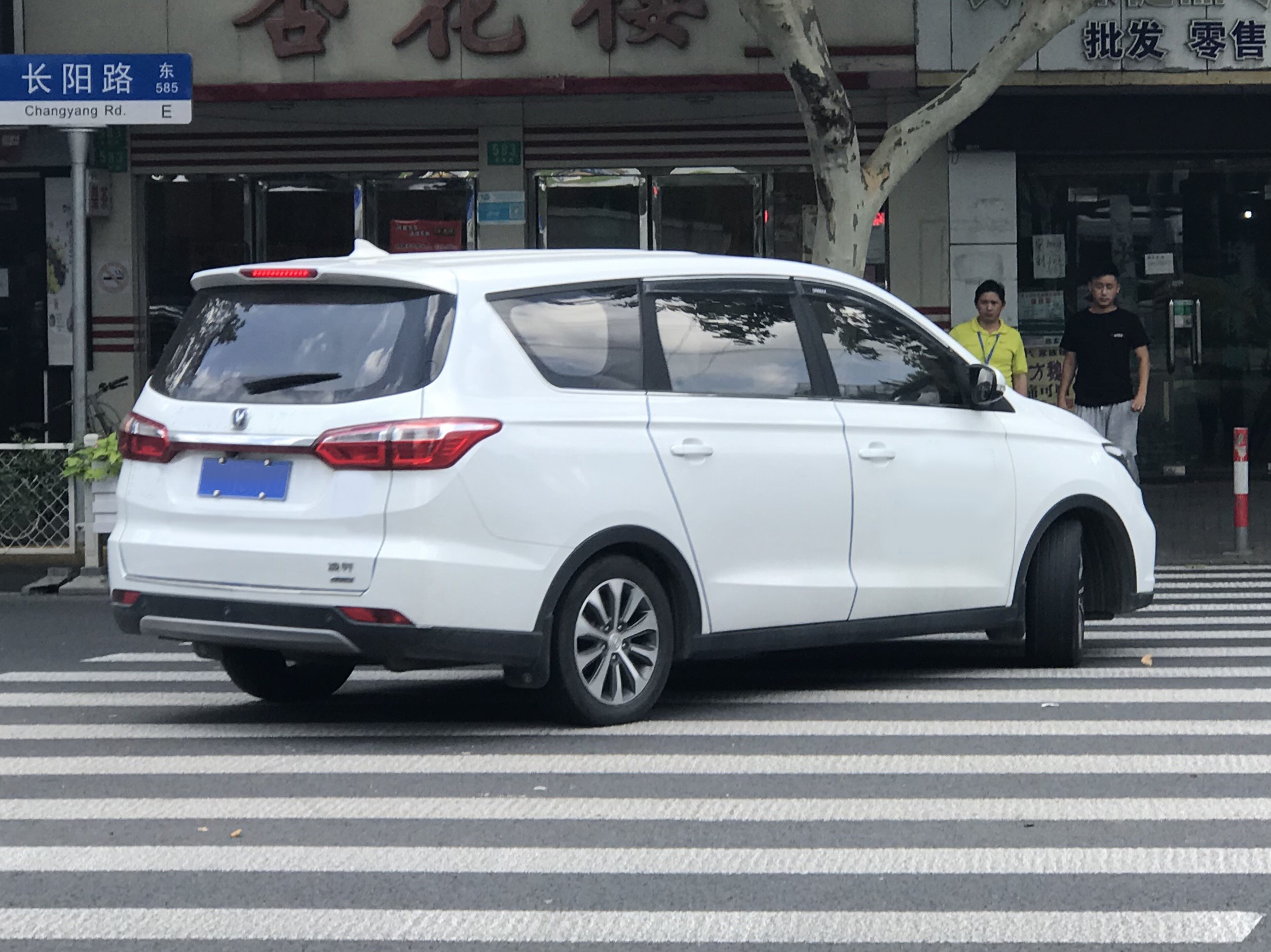
Heckansicht

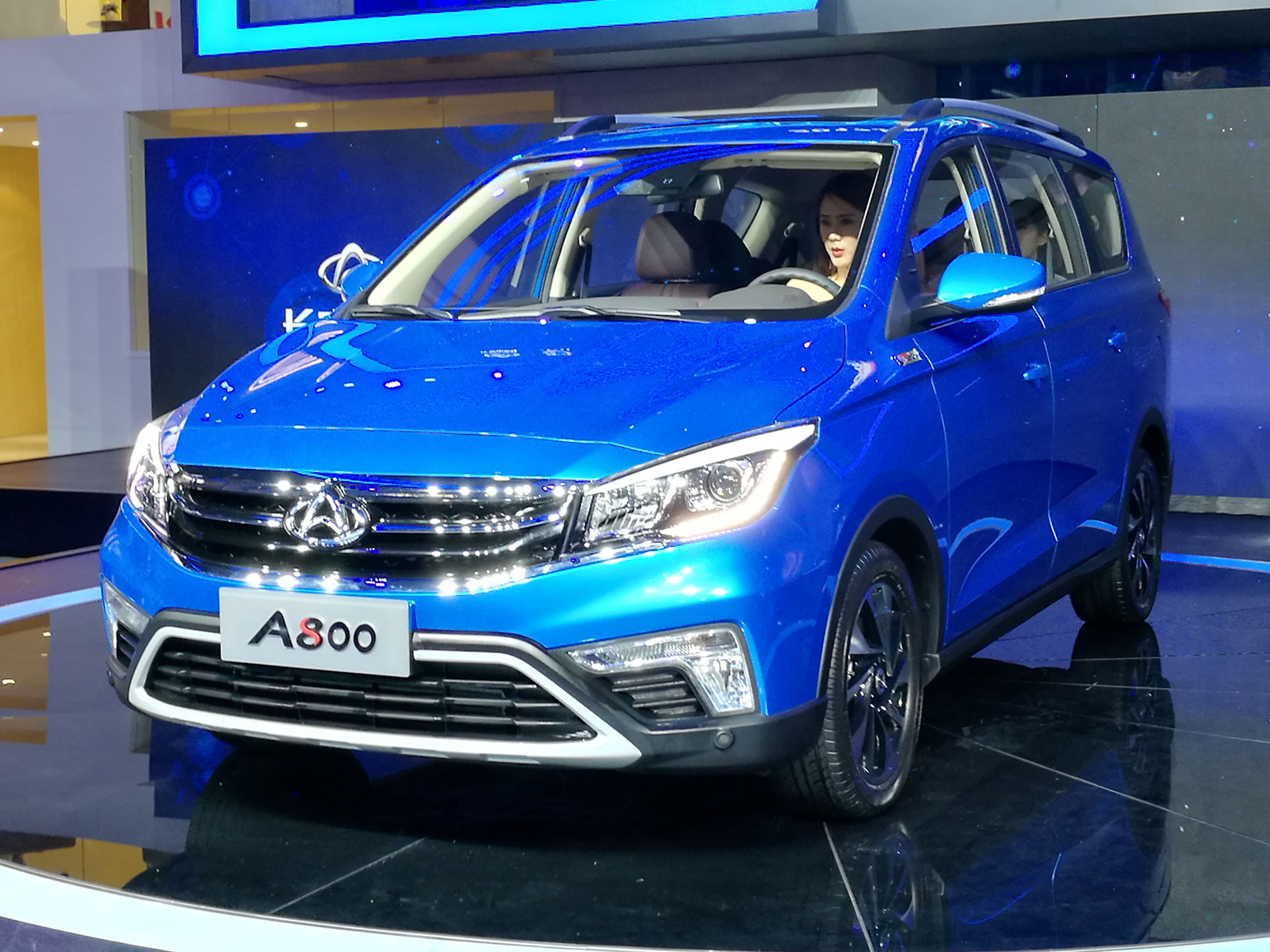
Oushang A800

Der Changan Lingxuan ist ein Van des chinesischen Automobilherstellers Chongqing Changan Automobile Company der Marke Changan.

## Geschichte
Das Fahrzeug wird seit Mai 2017 auf dem chinesischen Markt angeboten. Nahezu baugleich zum Lingxuan ist der Oshan A800, der seit Juli 2017 in China verkauft wird.

## Technische Daten
Angetrieben wird der Lingxuan von einem 1,5-Liter-Ottomotor mit 115 kW (156 PS) und Turbolader oder einem 1,6-Liter-Ottomotor mit 92 kW (125 PS).
|                                            | 1.5T                         | 1.6                   |
| ------------------------------------------ | ---------------------------- | --------------------- |
| Bauzeitraum                                | seit 08/2017                 | seit 05/2017          |
| Motorkenndaten                             |                              |                       |
| Motortyp                                   | R4-Ottomotor                 | R4-Ottomotor          |
| Motoraufladung                             | Turbolader                   | —                     |
| Hubraum                                    | 1499 cm³                     | 1598 cm³              |
| max. Leistung bei min−1                    | 115 kW (156 PS) / 5500       | 92 kW (125 PS) / 6000 |
| max. Drehmoment bei min−1                  | 225 Nm / 2000–4000           | 160 Nm / 4000–5000    |
| Kraftübertragung                           |                              |                       |
| Antrieb                                    | Vorderradantrieb             | Vorderradantrieb      |
| Getriebe, serienmäßig                      | 6-Gang-Schaltgetriebe        | 5-Gang-Schaltgetriebe |
| Getriebe, optional                         | [6-Stufen-Automatikgetriebe] | —                     |
| Messwerte                                  |                              |                       |
| Höchstgeschwindigkeit                      | k. A.                        | k. A.                 |
| Beschleunigung, 0–100 km/h                 | k. A.                        | k. A.                 |
| Kraftstoffverbrauch auf 100 km, kombiniert | 6,9 l Super [7,0 l Super]    | k. A.                 |
| Leergewicht                                | 1490 kg [1520 kg]            | 1460 kg               |
| Tankinhalt                                 | 52 l                         | 52 l                  |

Werte in eckigen Klammern gelten für Modelle mit optionalem Getriebe.